# Amor a mares

Amor a mares es una película argentina del 2013. Escrita por Nicolás Lidijover y dirigida por Ezequiel Crupnicoff, protagonizada por Luciano Castro, Gabriel Goity, Paula Morales, Miguel Ángel Rodríguez, Pompeyo Audivert, Nacho Gadano y la participación especial de Luisa Kuliok.

## Sinopsis
Javier, un exitoso escritor de novelas, que desde que su mujer lo dejó vive sumido en una crisis creativa. Preocupado por el futuro del escritor, su agente literario encuentra una genial idea y decide embarcarlo en un trasatlántico rumbo a Europa. Allí hay miles de historias, solo debe encontrar la adecuada y escribirla. Pero al rato de salir de puerto, Javier está más cerca de enloquecer que de encontrar un nuevo éxito editorial; y algo inesperado sucede que cambiara los planes por completo. Producto de un equívoco Javier queda inevitablemente metido en medio de una trama de engaños, mentiras y malentendidos que lo terminaran convirtiendo en el protagonista de su propia novela; y deberá definir su final antes de “llegar a puerto”.

## Elenco[3]
- Luciano Castro - Javier
- Gabriel Goity - Larry
- Paula Morales - Julieta
- Nacho Gadano - Tomás
- Miguel Ángel Rodríguez - Andrés
- Agustina Cordova - Analía
- Pompeyo Audivert - Matesutti
- Germán Kraus - José
- Santiago Ríos - Ignacio
- Vanesa Weinberg - Miriam
- Luisa Kuliok - Paloma